# 特耐特·泰姆拉
特耐特·泰姆拉（1988年6月21日—2023年2月9日）是一位爱沙尼亚连珠棋手。1995年，特耐特开始学习连珠。2003年，他在15岁时获得世界连珠锦标赛冠军，成为年龄最小的世锦赛冠军。2013年，泰姆拉再次获得世锦赛冠军，成为第三位获得两次世锦赛冠军的连珠棋手。与此同时，他在2008年、2014年和2016年，代表爱沙尼亚队，三次获得世界连珠团体锦标赛冠军。2022年，他被选举为国际连珠联盟副主席。泰姆拉于2023年2月9日去世。